# 特蘭斯弗斯島
特蘭斯弗斯島（英語：Transverse Island）是南極洲的島嶼，位於肯普地，處於福爾德島和基爾島之間的史蒂芬森灣東部，根據挪威探險隊拍攝的空中照片繪入地圖，現時由南極條約體系管理。